# Adoxophyes revoluta
Adoxophyes revoluta is een vlinder uit de familie van de bladrollers (Tortricidae). Hij komt voor in India (Assam). De wetenschappelijke naam van de soort is voor het eerst geldig gepubliceerd in 1908 door Meyrick.